# Hendrik Caethoven
Hendrik Caethoven (* 11. September 1956 in Zele) ist ein ehemaliger belgischer Radrennfahrer und nationaler Meister im Radsport.

## Sportliche Laufbahn
1978 gelang ihm als Amateur bei den nationalen Meisterschaften im Bahnradsport der Titelgewinn in der Mannschaftsverfolgung. Mit ihm wurden Luc Colijn, Patrick Lerno und François Caethoven Meister.
Während der Saison 1978 trat er ins Lager der Berufsfahrer über. Sein erstes Radsportteam war die belgische Mannschaft Safir-Beyers-Ludo. Seine besten Resultate als Profi waren die zweiten Plätze in den Rennen Nationale Sluitingprijs Putte–Kapellen 1978 und im Kampioenschap van Vlaanderen 1982. 1978 kam er als Dritter auf das Podium des Rennens Schaal Sels.
Zum Ende der Saison 1983 beendete er seine sportliche Laufbahn als Profi und startete noch einige Jahre als Amateur.  

## Familiäres
Er ist der Vetter des ehemaligen Radprofis François Caethoven.